# NSWRL 1943

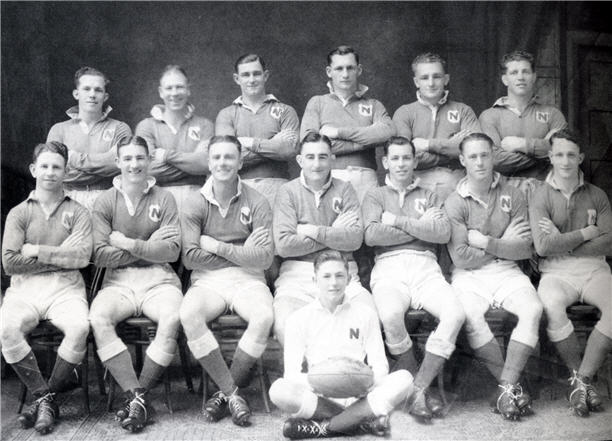
Die Newtown Jets von 1943

Die NSWRL 1943 war die 36. Saison der New South Wales Rugby League Premiership, der ersten australischen Rugby-League-Meisterschaft. Den ersten Tabellenplatz nach Ende der regulären Saison belegten die Newtown Jets. Diese gewannen im Finale 34:7 gegen die North Sydney Bears und gewannen damit die NSWRL zum dritten Mal.

## Tabelle
|     | Team                          | Spiele | Siege | Unent. | Ndlg. | Spiel- punkte | Diff. | Tabellen- punkte |
| --- | ----------------------------- | ------ | ----- | ------ | ----- | ------------- | ----- | ---------------- |
| 01. | Newtown Jets                  | 14     | 10    | 1      | 3     | 272:143       | + 129 | 21               |
| 02. | Balmain Tigers                | 14     | 10    | 1      | 3     | 178:131       | + 47  | 21               |
| 03. | North Sydney Bears            | 14     | 7     | 3      | 4     | 193:124       | + 69  | 17               |
| 04. | St. George Dragons            | 14     | 8     | 1      | 5     | 185:188       | - 3   | 17               |
| 05. | South Sydney Rabbitohs        | 14     | 8     | 0      | 6     | 161:147       | + 14  | 16               |
| 06. | Eastern Suburbs               | 14     | 4     | 0      | 10    | 131:214       | - 83  | 8                |
| 07. | Western Suburbs Magpies       | 14     | 3     | 0      | 11    | 132:176       | - 44  | 6                |
| 08. | Canterbury-Bankstown Bulldogs | 14     | 3     | 0      | 11    | 115:244       | - 129 | 6                |

## Playoffs
Eigentlich hätte North Sydney nach dem Sieg gegen St. George die NSWRL gewonnen. Da Newtown aber als Gewinner der Minor Premiership das sogenannte „Right of Challenge“ besaß, fand eine Woche später das Grand Final zwischen Newtown und North Sydney statt.

### Spiel um die Minor Premiership
| 22. August | Newtown Jets | 11 : 10 | Balmain Tigers | Sydney Cricket Ground, Sydney Zuschauer: 47.232 Schiedsrichter: George Bishop |
| 22. August | Bericht      |         |                | Sydney Cricket Ground, Sydney Zuschauer: 47.232 Schiedsrichter: George Bishop |

- Das Spiel fand statt, da Newtown und Balmain nach Ende der Saison punktgleich waren.

### Ausscheidungs/Qualifikationsplayoffs
| 14. August | North Sydney Bears | 21 : 16 | Newtown Jets | Sydney Cricket Ground, Sydney Zuschauer: 35.920 Schiedsrichter: Jack O’Brien |
| 14. August | Bericht            |         |              | Sydney Cricket Ground, Sydney Zuschauer: 35.920 Schiedsrichter: Jack O’Brien |

| 21. August | St. George Dragons | 12 : 5 | Balmain Tigers | Sydney Cricket Ground, Sydney Zuschauer: 27.395 Schiedsrichter: George Bishop |
| 21. August | Bericht            |        |                | Sydney Cricket Ground, Sydney Zuschauer: 27.395 Schiedsrichter: George Bishop |

### Halbfinale
| 28. August | North Sydney Bears | 25 : 19 | St. George Dragons | Sydney Cricket Ground, Sydney Zuschauer: 41.646 Schiedsrichter: Jack O’Brien |
| 28. August | (15:14) Bericht    |         |                    | Sydney Cricket Ground, Sydney Zuschauer: 41.646 Schiedsrichter: Jack O’Brien |

### Grand Final
| 4. September | Newtown Jets                                                                                 | 34 : 7         | North Sydney Bears                                               | Sydney Cricket Ground, Sydney Zuschauer: 60.922 Schiedsrichter: Jack O’Brien |
| 4. September | Versuche: Goodwin (2), Brailey, Farrell, Narvo, Phillips, Ryan, Smith Erhöhungen: Kirk (5/8) | (14:0) Bericht | Versuche: McLachlan Erhöhungen: Rudd (1/1) Straftritte: Rudd (1) | Sydney Cricket Ground, Sydney Zuschauer: 60.922 Schiedsrichter: Jack O’Brien |

| 1  | Tom Kirk        |
| 2  | James Goodwin   |
| 3  | Len Smith       |
| 4  | Norm Jacobson   |
| 5  | Bruce Ryan      |
| 6  | Tommy Nevin     |
| 7  | Paddy Bugden    |
| 8  | Charles Cahill  |
| 9  | Keith Phillips  |
| 10 | Hermann Narvo   |
| 11 | Frank Farrell   |
| 12 | Jim Brailey     |
| 13 | Gordon McLennan |

| 1  | Stan Ridgway     |
| 2  | Ray Ainsworth    |
| 3  | Frank Hyde       |
| 4  | Ted Rudd         |
| 5  | Frank Collins    |
| 6  | Kelly McMahon    |
| 7  | Johnny McLachlan |
| 8  | Don McKinnon     |
| 9  | Gerald Scully    |
| 10 | Harry McKinnon   |
| 11 | Frank Facer      |
| 12 | Laurie Doran     |
| 13 | Max Whitehead    |